# Snötåget
Snötåget var ett nattåg som från januari 2012 trafikerade sträckan Malmö–Stockholm–Vemdalen (Röjan), i syfte att köra skidåkare till de härjedalska skidorterna. Från början körde tåget också via Göteborg, men på grund av dåligt bokningsunderlag togs Göteborg bort från turlistan i slutet av 2013. Tåget kördes först av Tågab och sedan av Veolia Express/Snälltåget; detta i samarbete med Inlandsbanan och Skistar. Säsongen 2011/2012 kördes enbart ett tåg tur-och-retur till Röjan den 17 januari och tillbaka den 21 januari. Tåget gick under säsongen 2012–2013 en gång per vecka under helgerna mellan den 22 december och den 6 april, med något avbrott.
Tåget bestod av Destination Vemdalens egna liggvagnar och drogs av ett Rc-lok till Mora, där ett diesellok körde tåget vidare till Röjan. Från Röjan bussades resenärerna till Skistars skidanläggning i Vemdalen, Klövsjö, Björnrike. Veolia/Snälltåget har fortsatt att köra nattåg Malmö-Stockholm-Röjan, dock inte under namnet Snötåget. 
Under vintersäsongerna 2012–2013 till 2021–2022, då pandemin satte stopp för resandet, gick det ett dagtåg i form av dieselmotorvagnar mellan Mora och Östersund på Inlandsbanan; detta under namnet "Snötåget". Det hade dagliga avgångar och anknöt  till ordinarie SJ-tåg, Mora-Stockholm-Mora. Efter säsongen 2021–2022 har Snötåget legat i malpåse men beräknas öppnas upp igen inför säsongen 2024–2025.